# Рижская Гребенщиковская старообрядческая община
Ри́жская Гребенщико́вская старообря́дческая общи́на (сокр. РГСО, лат. Rīgas Grebenščikova vecticībnieku draudze, RGVD) — крупнейшая в мире беспоповская старообрядческая община, находящаяся в городе Риге (Латвия) и принадлежащая к Древлеправославной поморской церкви.

## История
В первой четверти XVIII века в Риге уже проживало большое количество старообрядцев, укрывавшихся как от репрессий, так и от новых петровских реформ. После присоединения в 1711 году Риги к Российской империи, в сообщении о переписи старообрядцев для обложения двойным налогом под 1723 годом говорится, что многие «ушли из Риги и укрылись поблизости, в Курляндии. Не успевших же укрыться было записано душ более пятисот».
Первая старообрядческая моленная была открыта в Риге в 1760 году, когда видный старообрядческий наставник Феодор Н. Саманский основал в городе богадельню. Деревянное здание богадельни и моленной принадлежало первоначально купцу 1-й гильдии С. Дьяконову, а в 1793 году продано его наследником Г. Паниным старообрядческой общине.
В 1798 и в 1802 годах моленная перестраивалась и расширялась, а к богадельне со временем присоединились школа, больница, сиротские дома. Община и её структурные подразделения существовали на пожертвования старообрядческих меценатов — купца Н. Артемьева (в 1770 году построил в Риге кожевенный завод), купца Б. Шелухина (с 1782 году основал второй кожевенный завод), купца С. Дьяконова (владелец крупнейшего в Российской империи кожевенного завода), купца И. Хлебникова (хлопчатобумажное предприятие), заводчика Ф. Грязнова (чугунолитейное предприятие), Н. Иванова. В начале XIX века старообрядцы приобрели недалеко от Риги имение Гризенберг, а кроме главной моленной открыли ещё две — в Московском м Петербургском форштадтах.
В 1812 году при приближении французской армии были сожжены предместья Риги, в том числе и Московский форштадт, где располагалась община. Сгорела и моленная.
После пожара на месте деревянных построек начинают возводить большое каменное строение «Рижской Богоугодной больницы и храма Рожества Христова и Пречистыя Его Матере Успения». Ядро общины составили мужской монастырь с соборной моленной и богадельня. В 1816 году в общине насчитывалось 2112 человек, в 1826 — 5424 человека, а в 1830 году — 7904 человека.
В 1833 году община официально получила наименование Гребенщиковской — по имени одного из жертвователей — митавского (елгавского) купца Алексея Петровича Гребенщикова.
Как и все старообрядцы, в XIX веке община сильно страдала от гонений: неоднократно предпринимались попытки закрытия школы, богаделен, моленной. С изъятием в 1833 году утверждённых Ф. Паулуччи «Правил», старообрядцы лишились юридической основы: богадельня и больница были переданы под управление Лифляндского приказа общественного призрения, школа и сиротское отделение были закрыты, — мальчиков отдали в Рижский батальон военных кантонистов, девочек — в монастыри. Репрессии 1830—1850 годов затронули интересы купцов. С января 1834 года старообрядцам было запрещено вести метрические книги, дети попали в категорию незаконнорождённых и не могли быть записаны на фамилию отца, что вызвало массу проблем, связанных с имуществом и наследством. С 1847 года старообрядцам запрещалось вступать в купеческие гильдии. Попытка закрытия Гребенщиковской моленной в апреле 1859 года не увенчалась успехом.
Смягчение гонений с 1860-х позволило в 1873 году вновь открыть знаменитую школу при РГСО. В 1874 году вновь разрешено узаконить старообрядческие браки.
Закон 1883 года позволял распечатать закрытые моленные, совершать богослужения. В 1886 году рижские старообрядцы решили провести капитальную перестройку двухэтажного здания богадельни и молитвенного дома, а также построить новый корпус для призреваемых женщин на 220 человек. Тогда же над зданием моленной был надстроен 4-й этаж. Так молитвенный дом обрёл свой нынешний вид.
Рижская Гребенщиковская соборная моленная — крупнейший в мире поморский храм. Он обладает 6-ярусным иконостасом, почти полностью скрытым под серебряными окладами икон. Соборная моленная с просторными хорами вмещает одновременно 4-5 тысяч человек.
В 1905 году была построена колокольня в древнерусском стиле с шлемовидным куполом по проекту городского архитектора и художника А. Р. Шмелинга.
В 1937 году под руководством православного архитектора В. М. Шервинского при общине был построен детский сад и выполнено золочение купола Гребенщиковской церкви площадью 64 кв.м. Золочение производила известная в Риге фирма «Калерт».
В 1999 году колокольня была отремонтирована и обновлено золочение купола.

## Духовное наставничество
Первоначально прихожане РГСО принадлежали к федосеевскому согласию. С принятием молитвы за царя (с 1813 года) и чина благословения брака (начиная с Варковского собора 1831 года) появились отличия от московских федосеевцев в связи с чем возникло новое направление — т. н. «рижских федосеевцев», имеющих общие черты с поморским брачным согласием, но сохранившим некоторые особенности богослужения московских федосеевцев, в частности наонное пение.
В РГСО служили наиболее авторитетные и образованные старообрядческие наставники, имена которых стали достоянием Поморского староверия: И. Ваконья, Л. Мурников, М. Власов, И. Дорофеев, П. Фаддеев, Л. Михайлов, Г. Подгурский и др. С Гребенщиковской общиной неразрывно связана и жизнь знаменитого исследователя старообрядческой культуры, учёного-археографа Ивана Никифоровича Заволоко.
В 1995—2003 годах общину возглавлял доктор теологии о. Иоанн Миролюбов, кроме него в храме служили ещё два наставника — о. Трифон Кустиков и Михаил Александров, которые продолжают служить до настоящего времени. По состоянию на 2016 год, председателем общины является Александр Лотко.

## Традиции
На протяжении всего времени своего существования Гребенщиковская община обладала самым большим и наиболее хорошо подготовленным хором певчих, через школу которого прошли многие будущие наставники старообрядческих общин всей Прибалтики. До второй половины XX века на клирос допускались только мужчины (женщины пели внизу, перед солеёй), теперь, помимо мужчин, на клирос допускаются незамужние девушки. В 2000 году хор насчитывал почти 40 человек.

## Современное положение

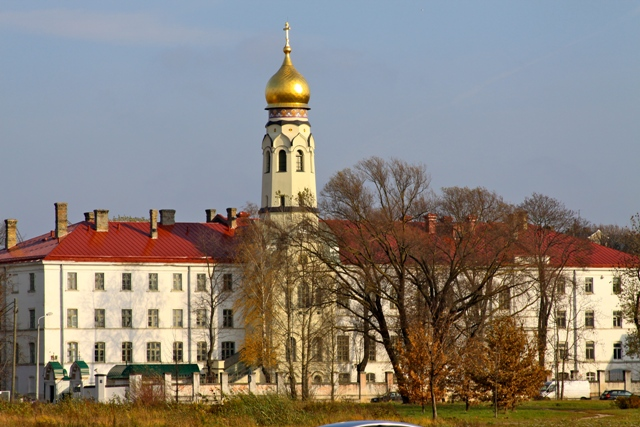
Вид со стороны улицы Краста

Именно в РГСО на протяжении более чем 50 лет советской власти составлялось, редактировалось и печаталось единственное регулярное беспоповское старообрядческое церковное издание в СССР — ежегодный Календарь, действительно ставший «энциклопедией староверия».
В настоящее время продолжается издание Календаря и другой церковной литературы, действует трёхклассная воскресная школа для детей, а также воскресная школа для взрослых.
В 1989 году возникло и действовало единственное на тот момент старообрядческое поморское учебное заведение — «Старообрядческое духовное училище». В дальнейшем по программе бывшего училища заочно обучались несколько молодых причетников, люди постарше по-прежнему проходили в храме богослужебную практику и стажировку. С 2005 года училище вновь было возрождено.
5 сентября 2010 года община отметила 250-летие существования моленной.
Рижская Гребенщиковская старообрядческая община (РГСО) остаётся одним из самых крупных землевладельцев в Латвии. В собственности РГСО находится 85,1 га земли, кадастровая стоимость которой на 2010 год оценивалась в 5,25 миллионов латов (примерно 10,5 миллионов долларов США).